# Justin Turtle
Justin Turtle – australijski zapaśnik walczący w stylu wolnym. Zajął szóste miejsce na igrzyskach Wschodniej Azji w 2001. Złoty medalista mistrzostw Oceanii w 1998 roku.